# Peter Nergaard
Peter Sørensen Nergaard (* 7. November 1990 in Oslo) ist ein norwegischer Fußballspieler.

## Karriere
Peter Nergaard erlernte das Fußballspielen in der Jugendmannschaft von Skeid Oslo. Hier unterschrieb er 2010 auch seinen ersten professionellen Vertrag. Von 2013 bis 2015 stand er beim norwegischen Verein Lørenskog IK in Lørenskog unter Vertrag. Am 1. März 2015 wechselte er zum Strømmen IF. Der Verein aus Strømmen spielte in der zweiten norwegischen Liga, der 1. Division. Für Strømmen absolvierte er 25 Zweitligaspiele. Mitte März 2016 ging er nach Schweden, wo er sich dem Ljungskile SK anschloss. Mit dem Verein spielte er achtmal in der zweiten schwedischen Liga. Ende März 2017 kehrte er nach Norwegen zurück. Hier unterschrieb er in einen Vertrag beim Drittligisten Nest-Sotra Fotball. 2017 wurde er mit dem Verein Meister der Gruppe 2 der dritten Liga und stieg somit in die zweite Liga auf. Für Nest-Sotra bestritt er 45 Zweitligaspiele. 2020 ging er wieder in die dritte Liga, wo ihn der Øygarden FK aus Øygarden unter Vertrag nahm. Für Øygarden stand er 30-mal auf dem Spielfeld. Von Anfang 2021 bis Mitte 2021 war er vertrags- und vereinslos. Mitte 2021 unterschrieb er in Thailand einen Vertrag beim Bangkok FC. Der Verein aus der thailändischen Hauptstadt Bangkok spielt in der dritten Liga, der Thai League 3. Hier trat er mit dem Klub in der Bangkok Metropolitan Region an. Für den Drittligisten stand er 29-mal in der dritten Liga auf dem Rasen. Im Juni 2022 wechselte er in die zweite Liga. Hier schloss er sich in Nakhon Pathom dem Nakhon Pathom United FC an. Am Ende der Saison 2022/23 feierte er mit Nakhon Pathom die Meisterschaft und den Aufstieg in die erste Liga. Nach dem Aufstieg wurde sein Vertrag in Nakhon Pathom nicht verlängert. Für den Verein bestritt er 33 Zweitligaspiele.

## Erfolge
Nest-Sotra Fotball
- PostNord-Ligaen – Gruppe 2: 2017  ▲

Nakhon Pathom United FC
- Thailändischer Zweitligameister: 2022/23  ▲